# 嵐の英雄
「嵐の英雄」（あらしのヒーロー）は、日本プロ野球のセントラル・リーグに所属する中日ドラゴンズの球団公式応援歌。1997年（平成9年）発表。ただし、昨今では演奏の機会はほぼ皆無で事実上、廃止されたに等しい状態である。

## 解説
中日の応援歌としては「燃えよドラゴンズ!」が著名であるが、この曲はラジオ番組に送られて来たデモテープが好評だったためレコード発売したというイレギュラーな経緯で生まれた曲であり、また、毎年のオーダーによって歌詞が頻繁に変わる曲であり、中日球団ではこの曲を公式応援歌としては認めていなかった。なお、中日の正式な球団歌は1978年（昭和53年）に制定された「勝利の叫び」である。
1997年、ナゴヤドームの完成を受け、中日はそれまで本拠地だったナゴヤ球場からナゴヤドームへとフランチャイズを移した。これに伴い、公式応援歌を作ることになった。これが「嵐の英雄」である。作詞井丸糺／なかにし礼、作曲小林亜星、編曲矢田部正を起用し、ボニージャックスが歌った。ナゴヤドームのバックスクリーンのオーロラビジョンを使って7回裏のラッキーセブン攻撃前に演奏され、同年11月21日にはCDも発売された。カップリングとしてショー・コスギ・ケイン・コスギ父子の歌う「Dragons Forever!」も作られた。
しかし、ファンの間ではすでに「燃えよドラゴンズ!」が定着していたこともあって、この応援歌はファンの間に浸透しなかった。甲子園のジェット風船をはじめとして、7回裏の攻撃前は本拠地球団のファンが最高に盛り上がる時間であるが、ナゴヤドームでは嵐の英雄を知らないファンが多数を占めていたため、ファンは他の攻守交替時同様に移動したり談笑したりしていて盛り上がらなかった。それでも球団は公式応援歌として流し続けたが、ナゴヤドーム開場後5年を過ぎ、また監督も星野仙一から山田久志に代わった2002年からは、「燃えよドラゴンズ!」の『ナゴヤドーム合唱編』が正式な応援歌として本曲に変わって流されるようになった。
以降本曲の演奏機会はほぼ消滅し、事実上の廃止状態となっているが、廣済堂出版『ホームラン』編集部制作の「12球団全選手カラー百科名鑑」では、他の多くの球団が著名な球団歌や応援歌の歌詞を掲載しているのに対し、中日のページでは2016年時点でも未だに本曲の歌詞が掲載され続けていた（2021年に現球団歌「昇竜 -いざゆけ ドラゴンズ-」へ変更）。